# Жданівська міська територіальна громада
Жданівська міська громада — номінально утворена територіальна громада в Україні, у  Горлівському районі Донецької області. Адміністративний центр — місто Жданівка.
Територія утвореної територіальної громади є тимчасово окупованою.
Утворена розпорядженням Кабінету Міністрів України від 12 червня 2020 р. № 710-р.

## Населені пункти територіальної громади
До складу громади входять 5 населених пунктів: місто Жданівка; 2 селища: Вільхівка, Молодий Шахтар; 2 села: Розівка, Шевченко.